# Грос Осинген
Грос Осинген (њем. Groß Oesingen) општина је у њемачкој савезној држави Доња Саксонија. Једно је од 41 општинског средишта округа Гифхорн. Према процјени из 2010. у општини је живјело 1.949 становника. Посједује регионалну шифру (AGS) 3151010.

## Географски и демографски подаци
Грос Осинген се налази у савезној држави Доња Саксонија у округу Гифхорн. Општина се налази на надморској висини од 74 метра. Површина општине износи 57,4 km². У самом мјесту је, према процјени из 2010. године, живјело 1.949 становника. Просјечна густина становништва износи 34 становника/km².